# Claire Babineaux-Fontenot
Claire Babineaux-Fontenot (Opelousas, 1964) è una dirigente d'azienda statunitense, amministratrice delegata di Feeding America, una banca alimentare nazionale negli Stati Uniti. Nel 2020, Time l'ha inclusa tra le 100 persone più influenti del mondo.

## Vita e istruzione
Nata a Opelousas, Louisiana, Babineaux-Fontenot ha frequentato l'Università della Louisiana a Lafayette, il Southern University Law Center, e la Dedman School of Law della Southern Methodist University. Crescendo, i suoi genitori Warren e Mary Alice Babineaux hanno accolto oltre 100 bambini tramite nascita, adozione e affido. I suoi genitori sono stati successivamente inseriti nella National Adoption Hall of Fame nel 2008.

## Carriera e riconoscimenti
Dopo la laurea, Babineaux-Fontenot ha trascorso 13 anni in ruoli dirigenziali presso Walmart, tra cui vice presidente esecutivo delle finanze e tesoriere, e ha ricoperto posizioni di leadership presso Adams and Reese, LLP e PwC. È stata anche segretaria assistente per l'Ufficio per gli Affari Legali dello Stato e giudice amministrativo presso il Dipartimento dei Servizi Civili della Louisiana. Dopo aver ricevuto un trattamento per il cancro nel 2015, Babineaux-Fontenot ha lasciato Walmart per "dedicare più tempo a riflettere su come usare al meglio la sua voce per avere un impatto positivo sulla vita degli altri uomini e donne con il cancro."
Nel 2018, Babineaux-Fontenot è stata nominata CEO del consiglio di amministrazione di Feeding America. Durante la pandemia di COVID-19, la rivista Time l'ha inserita tra le 100 persone più influenti al mondo. Ha anche aderito al Consiglio di Amministrazione di New York Life.
Il 10 marzo 2024, l'University of Notre Dame ha annunciato che Babineaux-Fontenot riceverà il Laetare Medal dell'Università, il più antico e prestigioso riconoscimento dato ai cattolici americani, durante la cerimonia di laurea del 179° Commencement dell'Università, il 19 maggio 2024.
È stata nominata una delle Time's Donne dell'Anno per il 2025.

## Vita privata
Babineaux-Fontenot e suo marito, Barry Fontenot, hanno due figli e risiedono a Springdale. È cattolica.